# 三島町 (浜松市)
三島町（みしまちょう）は静岡県浜松市中央区の町名。丁番を持たない単独町名である。住居表示未実施。

## 地理
浜松市中央区の南部、白脇地区の北東部に位置する。東で参野町（さんじのちょう）及び都盛町、西で瓜内町、南で白羽町及び寺脇町、北で領家三丁目・中島四丁目・中島町・楊子町・龍禅寺町と接する。

### 河川
- 馬込川

### 学区
小学校・中学校の学区は以下の通りである。
- 浜松市立白脇小学校（旧領家町（1841～1852番地）は浜松市立相生小学校）
- 浜松市立南部中学校（旧領家町（1841～1852番地）は浜松市立東部中学校）

## 歴史

### 沿革
- 1889年（明治22年）4月1日 - 町村制の施行により、敷知郡三島村が周辺の村と合併して敷知郡白脇村となる[WEB 8]。旧村名は白脇村の大字として残る[書籍 1]。
- 1896年（明治29年）4月1日 - 郡制の施行により、白脇村の所属郡が浜名郡に変更となる。
- 1939年（昭和14年）7月1日 – 白脇村が浜松市に編入される。
- 1940年（昭和15年） - 大字三島から三島町へ住所表記を変更する[WEB 9]。
- 1979年（昭和54年）10月26日 - 遠鉄ストア三島店が営業開始する。
- 1989年（平成元年）3月1日 - 領家町及び三島町の各一部を合わせて領家三丁目を新設。領家町の一部を三島町に編入。領家町は廃止される[WEB 10]。
- 2007年（平成19年）4月1日 - 浜松市が政令指定都市となる。三島町は南区の一部となる。
- 2014年（平成26年）2月28日 - 遠鉄ストア三島店が閉店する。
- 2024年（令和6年）1月1日 - 浜松市の行政区再編により、三島町は中央区の一部となる。

## 施設
- 学校法人浜松平和学園 幼保連携型認定こども園 平和こども園
- 社会福祉法人明生会 幼保連携型認定こども園 なかよしこども園
- 静岡銀行浜松南支店
- 浜松いわた信用金庫三島支店
- JAとぴあ浜松三島支店
- 山崎製パン安城工場浜松事業所
- サンデリカ浜松事業所
- リベロ三島店
- クリエイトSD浜松三島店
- セブン-イレブン浜松三島町店
- ローソン浜松三島町店
- 曹洞宗 三島山 神宮寺
- 時宗 阿弥陀寺
- 浜松神社

## 交通

### バス
- 遠鉄バス
  - 3三島江之島線：（浜松駅 方面（向宿経由） - ）かに草 - 平安前（ - 南行政センター・遠州浜四丁目 方面）
  - 4中田島線：（浜松駅 方面（南中前経由） - ）浜松神社西 - 瓜内東 - 三島西（ - 中田島砂丘・中田島車庫 方面）
  - 5三島江之島線：（浜松駅 方面（竜禅寺東経由） - ）三島町 - あみだ寺前 - 三島南（ - 南行政センター・遠州浜四丁目 方面）

### 道路
- 浜松市道曳馬中田島線（中田島街道）
- 浜松市道早出寺脇線（学校通り）[WEB 11]
- 浜松市道神田寺脇線（下村橋通り）[WEB 11]
- 浜松市道瓜内芳川線（宮前通り）[WEB 11]
- 浜松市道三島7号線（灯篭通り）[WEB 11]
- 浜松市道三島35号線（中央通り）[WEB 11]
- 浜松市道三島50号線（かに草通り）[WEB 11]
- 浜松市道楊子22号線（楊子中央通り）[WEB 11]
- 浜松市道龍禅寺芳川1号線（楊子橋通り）[WEB 11]

## その他

### 警察
警察の管轄区域は以下の通りである。
| 番・番地等 | 警察署       | 交番・駐在所 |
| ---------- | ------------ | ------------ |
| 全域       | 浜松東警察署 | 白脇交番     |

### 消防
消防の管轄区域は以下の通りである。
| 番・番地等 | 消防署   | 本署/出張所 |
| ---------- | -------- | ----------- |
| 全域       | 南消防署 | 白脇出張所  |

### 書籍
1. ↑  『浜松市史 三』浜松市役所、1980年3月26日、176頁。

### WEB
1. ↑  “h02_22.csv”.   総務省 (2022年2月10日). 2024年7月28日閲覧。
2. ↑  “chuouku_menseki.xlsx”.   浜松市 (2024年3月12日). 2024年7月28日閲覧。
3. ↑  “静岡県 浜松市中央区 三島町の郵便番号 - 日本郵便”.   日本郵便. 2025年2月15日閲覧。
4. ↑  “市外局番の一覧”.   総務省 (2022年3月1日). 2024年7月28日閲覧。
5. ↑  “事業所案内及び管轄地域（事務所3件、分室3件）”.   一般社団法人静岡県自動車会議所. 2024年7月28日閲覧。
6. ↑  “住居表示実施状況／浜松市”.   浜松市 (2024年1月4日). 2024年7月28日閲覧。
7. ↑  “学校名から探す／浜松市”.   浜松市 (2024年1月1日). 2024年7月28日閲覧。
8. ↑  “historyofcities.pdf”.   静岡県総務部合併推進室・財団法人静岡県市町村振興協会. 2024年9月26日閲覧。
9. ↑  “解説ページ”.   株式会社エア. 2024年10月8日閲覧。
10. ↑  “zissizennzi.pdf”.   浜松市 (2024年1月4日). 2024年7月28日閲覧。
11. 1 2 3 4 5 6 7 8  “p01p06.pdf”.   浜松市白脇協働センター (2024年4月5日). 2024年8月6日閲覧。
12. ↑  “白脇交番｜静岡県警察”.   静岡県警察 (2024年1月1日). 2024年7月28日閲覧。
13. ↑  “消防署の町別管轄「み」／浜松市”.   浜松市 (2024年3月21日). 2024年7月28日閲覧。